# Mr Gay World 2016
Mr Gay World 2016 là cuộc thi Mr Gay World lần thứ 8 được tổ chức tại Palazo Villa Rosa, Valletta, Malta vào ngày 23 tháng 4 năm 2016. Mass Luciano đến từ Hồng Kông trao vương miện cho người kế nhiệm là Roger Gosalbez đến từ Tây Ban Nha.

## Kết quả
| Hạng              | Thí sinh |
| ----------------- | --- |
| Mr Gay World 2016 | - Tây Ban Nha — Roger Gosalbez |
| Á vương 1         | - Áo — Chris Krauel |
| Á vương 2         | - Philippines — Christian Lacsamana |
| Á vương 3         | - Sint Maarten — Kyle Patrick |
| Á vương 4         | - Brasil — Rafael Fagundes |
| Top 12            | - Ấn Độ — Anwesh Sahoo - Bỉ — Skelte Willems - Canada — Derek Bedry - Đại Anh — Sadiq Ali - Đức — Aaron Koenigs - Nam Phi — Oelof de Meyer - Venezuela — José Daniel García Duran |

### Giải thưởng đặc biệt
| Giải thưởng              | Thí sinh |
| ------------------------ | --- |
| Mr Congeniality          | - Thụy Sĩ — Peter Anderegg |
| Mr Gay Photogenic        | - Tây Ban Nha — Roger Gosalbez |
| Mr Gay Popularity        | - Philippines — Christian Lacsamana |
| Best in National Costume | - Philippines — Christian Lacsamana |
| Best in Formal Wear      | - Áo — Chris Krauel |
| Mr Gay Best Model        | - Sint Maarten — Kyle Patrick |
| Best in Swimsuit         | - Tây Ban Nha — Roger Gosalbez |
| Culture exam             | - Tây Ban Nha — Roger Gosalbez |
| Best in Interview        | - Áo — Chris Krauel |
| Sports Challenge         | Winner - Venezuela — José Daniel García Duran Top 3 - Đại Anh — Sadiq Ali - Nam Phi — Oelof de Meyer - Venezuela — José Daniel García Duran |

## Các thí sinh
23 thí sinh dự thi.
| Quốc gia/vùng lãnh thổ | Thí sinh                      | T.k.   |
| ---------------------- | ----------------------------- | ------ |
| Argentina              | Esteban Jerković              |        |
| Áo                     | Chris Krauel                  | [ 7 ]  |
| Ấn Độ                  | Anwesh Sahoo                  | [ 8 ]  |
| Bỉ                     | Skelte Willems                | [ 9 ]  |
| Brasil                 | Rafael Fagundes               | [ 10 ] |
| Canada                 | Derek Bedry                   | [ 11 ] |
| Chile                  | Jordan Saavedra               | [ 12 ] |
| Colombia               | Johhny Stiven Diaz Garcia     |        |
| Đài Loan               | Benson Andrew Chiang          |        |
| Đại Anh                | Sadiq Ali                     | [ 13 ] |
| Đức                    | Aaron Koenigs                 | [ 14 ] |
| Hà Lan                 | Steven van Akelijen           | [ 15 ] |
| Malta                  | Iven Fenech                   |        |
| México                 | Mario Fernando Marroquin Wong |        |
| Nam Phi                | Oelof de Meyer                | [ 16 ] |
| New Zealand            | Bernard Lee                   | [ 17 ] |
| Philippines            | Christian Lacsamana           | [ 18 ] |
| Séc                    | Jiri Korytar                  | [ 19 ] |
| Sint Maarten           | Kyle Patrick                  |        |
| Tây Ban Nha            | Roger Gosalbez                |        |
| Thái Lan               | Hugo Pison Poly               |        |
| Thụy Sĩ                | Peter Anderegg                | [ 20 ] |
| Venezuela              | José Daniel García Duran      |        |